# KS Dyskobolia Grodzisk Wielkopolski
KS Dyskobolia Grodzisk Wielkopolski byl polský fotbalový klub z Grodzisk Wielkopolski. Založen byl roku 1922. Zanikl roku 2008. V sezoně 2007/08 hrál klub v nejvyšší polské fotbalové soutěži Ekstraklasa. Tým hrával na stadionu s názvem Stadion Dyskobolia (6 800 míst).

## Úspěchy
- Ekstraklasa:
  - Vítězství (0)
  - 2. místo (2): 2002/03, 2004/05

- Polský fotbalový pohár:
  - Vítězství (2): 2005, 2007[1]

- Puchar Ekstraklasy:
  - Vítězství (2): 2007, 2008[2]

## Známí hráči
- Mariusz Lewandowski
- Sebastian Mila
- Radosław Sobolewski
- Piotr Świerczewski
- Grzegorz Rasiak
- Andrzej Niedzielan
- Radosław Majewski
- Sebastian Przyrowski
- Adrian Sikora
- Bartosz Ślusarski
- Marcin Zając
- Radek Mynář
- Ivica Križanac
- Mićo Vranješ

## Přehled výsledků v evropských pohárech
| Sezóna  | Soutěž          | Kolo        | Klub                     | Skóre    |
| ------- | --------------- | ----------- | ------------------------ | -------- |
| 2001    | Pohár Intertoto | 1. kolo     | PFK Spartak Varna        | 1:0, 0:4 |
| 2003/04 | Pohár UEFA      | Předkolo    | FK Atlantas              | 2:0, 4:1 |
|         | Pohár UEFA      | 1. kolo     | Hertha BSC Berlin        | 0:0, 1:0 |
|         | Pohár UEFA      | 2. kolo     | Manchester City FC       | 1:1, 0:0 |
|         | Pohár UEFA      | 3. kolo     | FC Girondins de Bordeaux | 0:1, 1:4 |
| 2005/06 | Pohár UEFA      | 2. předkolo | FK Dukla Banská Bystrica | 4:1, 0:0 |
|         | Pohár UEFA      | 1. kolo     | RC Lens                  | 1:1, 2:4 |
| 2007/08 | Pohár UEFA      | 1. předkolo | FK MKT Araz              | 0:0, 1:0 |
|         | Pohár UEFA      | 2. předkolo | Tobol Kostanaj FK        | 1:0, 2:0 |
|         | Pohár UEFA      | 1. kolo     | Crvena Zvezda Bělehrad   | 0:1, 0:1 |